# Mine de Sukari
 (mars 2025).
La mine de Sukari est une mine à ciel ouvert et souterraine d'or située en Égypte dans le gouvernorat de la Mer-Rouge.